# بنتسبرغ
بنتزبرغ (بالألمانية: Penzberg) هي بلدة ألمانية تقع في ألمانيا في منطقة فايلهايم شونجاو. يقدر عدد سكانها بـ 16,262 نسمة .

## المدن التوأمة
مدن آلن (ألمانيا) وLangon هي مدن توأمة لـبنتزبرغ.

## أعلام
- نوربرت رايذوفر
- كارل والد
- ألبرت ليبرت
- هيلموت شليسنجر
- أوريتش تافيرتشوفير